# Black Queer & Trans Resistance Netherlands
Black Queer & Trans Resistance Netherlands (BQTResistanceNL) is een gemeenschap en politieke actiegroep in Nederland, die zich richt op de bestrijding van racisme, transfobie en homofobie door middel van marsen, intergenerationele ontmoetingen en archiefwerk. BQTResistanceNL wil binnen de zwarte gemeenschap het ‘binair genderdenken’ doorbreken en de aandacht vestigen op geweld tegen zwarte lhbt'ers. De organisatie steunt onder meer de lhbt-gemeenschap in Nigeria.

## Geschiedenis
BQTResistanceNL werd in 2018 opgericht door onder anderen Naomie Pieter en Wigbertson Julian Isenia. Pieter was bestuurslid van COC Amsterdam en raakte ervan overtuigd dat ook in de lhbt-beweging een antiracistisch geluid nodig is. Binnen Pride Amsterdam richtte ze de Pride of Colourcommissie op en zij organiseerde de eerste Black Gay Pride NL (Amsterdam, 25 juli 2020).
Op 28 januari 2018 organiseerde BQTResistanceNL een mars voor het recht om jezelf te zijn. Aanleiding was de mishandeling van een Surinaamse homoseksuele jongen in Amsterdam op 6 januari. Het was ook een protest tegen racisme binnen de homoseksuele (uitgaans)scene, waar gekleurde lhbt'ers volgens de organisatoren racistisch worden bejegend of als lustobject worden gezien.
Op 1 juni 2020 organiseerde BlackLivesMatterNL (een initiatief van BQTResistanceNL, Kick Out Zwarte Piet en Nederland Wordt Beter) een protest op de Dam in Amsterdam naar aanleiding van de dood van George Floyd. Volgens de organisatoren was het een protest tegen 'anti-zwart politiegeweld in de VS en Europa' en tegen institutioneel racisme. Op de vreedzame demonstratie kwamen naar schatting zo'n vijfduizend mensen af.
Op 25 juli 2020 organiseerde BQTResistanceNL een protestmanifestatie op het Museumplein als steun voor de Black Pride en tegen institutioneel racisme, politiegeweld en discriminatie door de Nederlandse overheid.

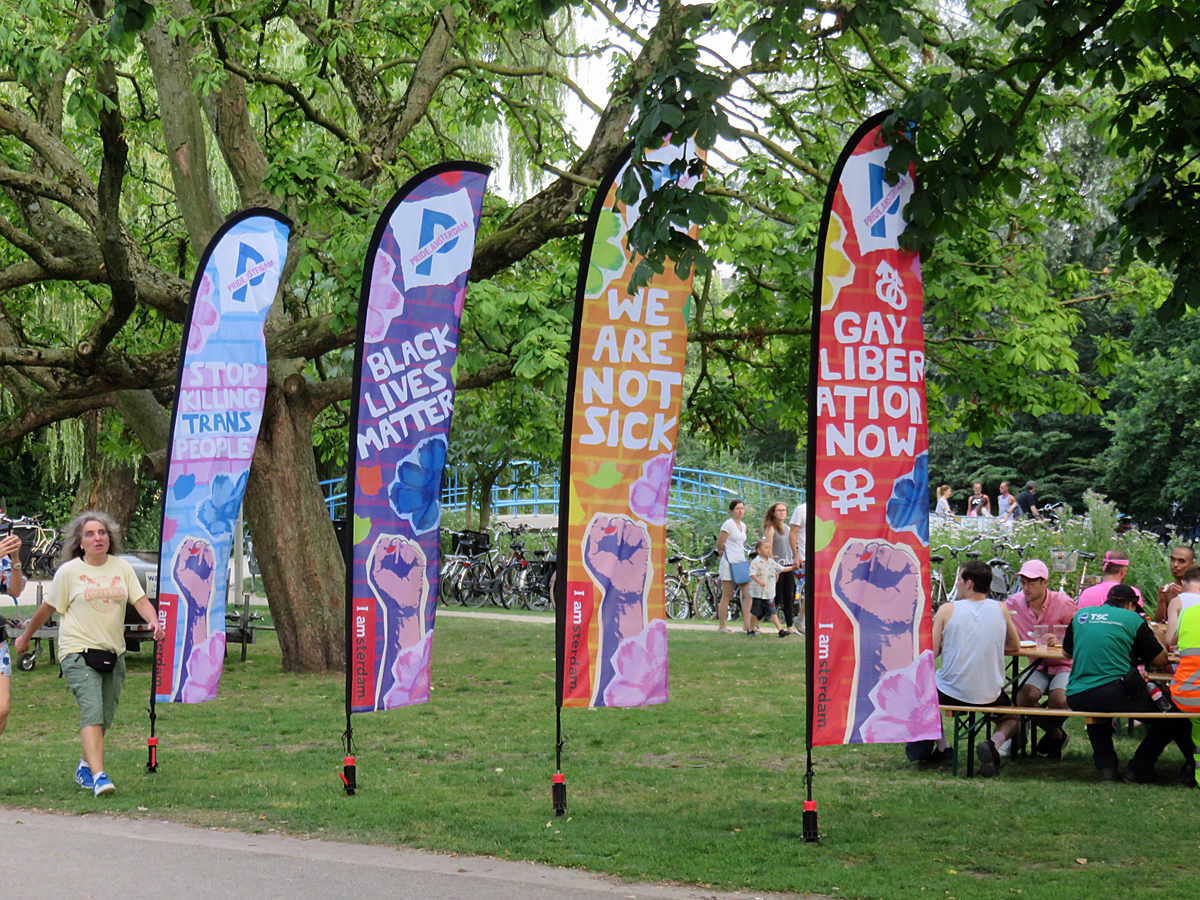
Pride Park 2019
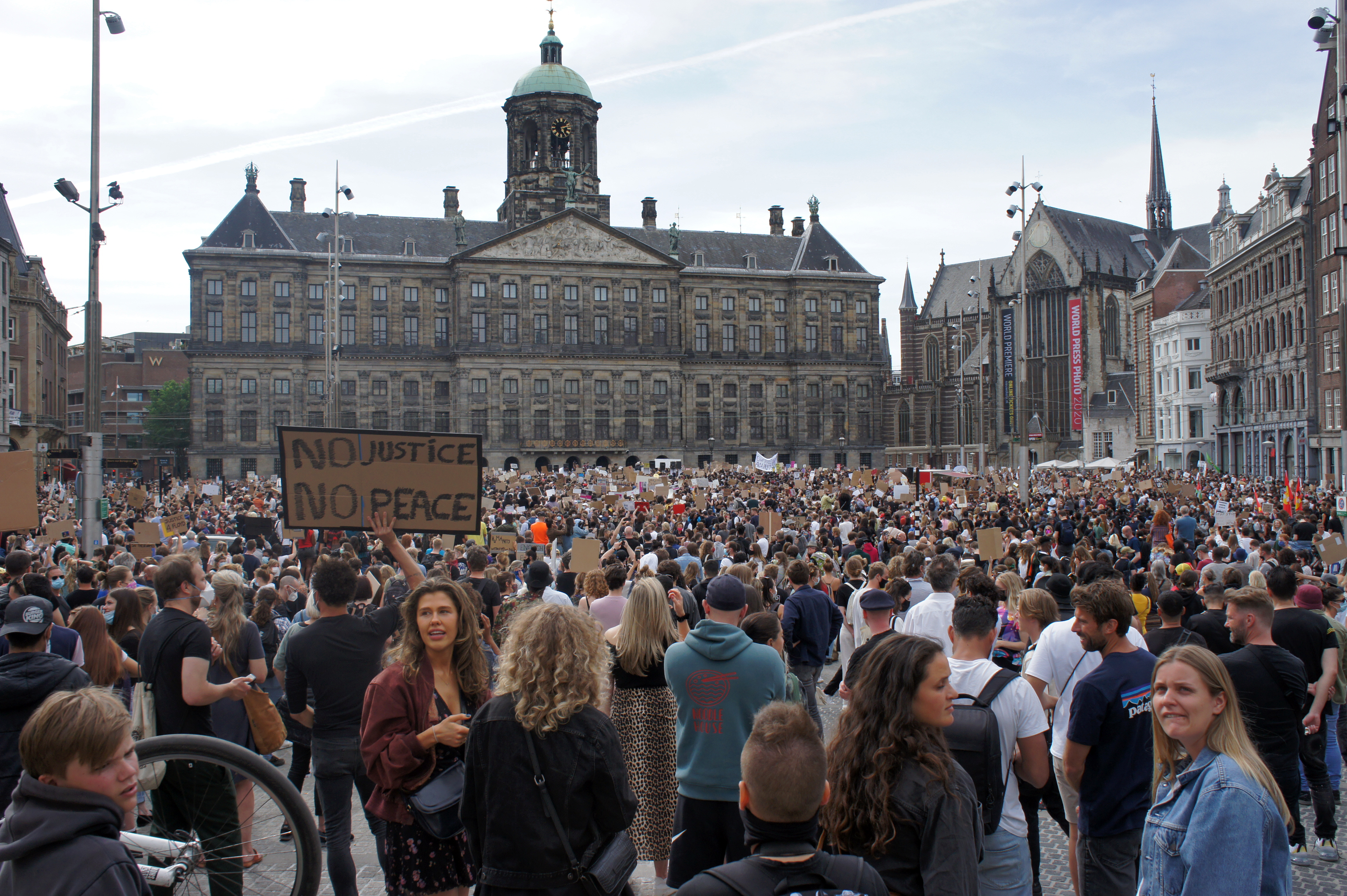
Protest op de Dam 1 juni 2020
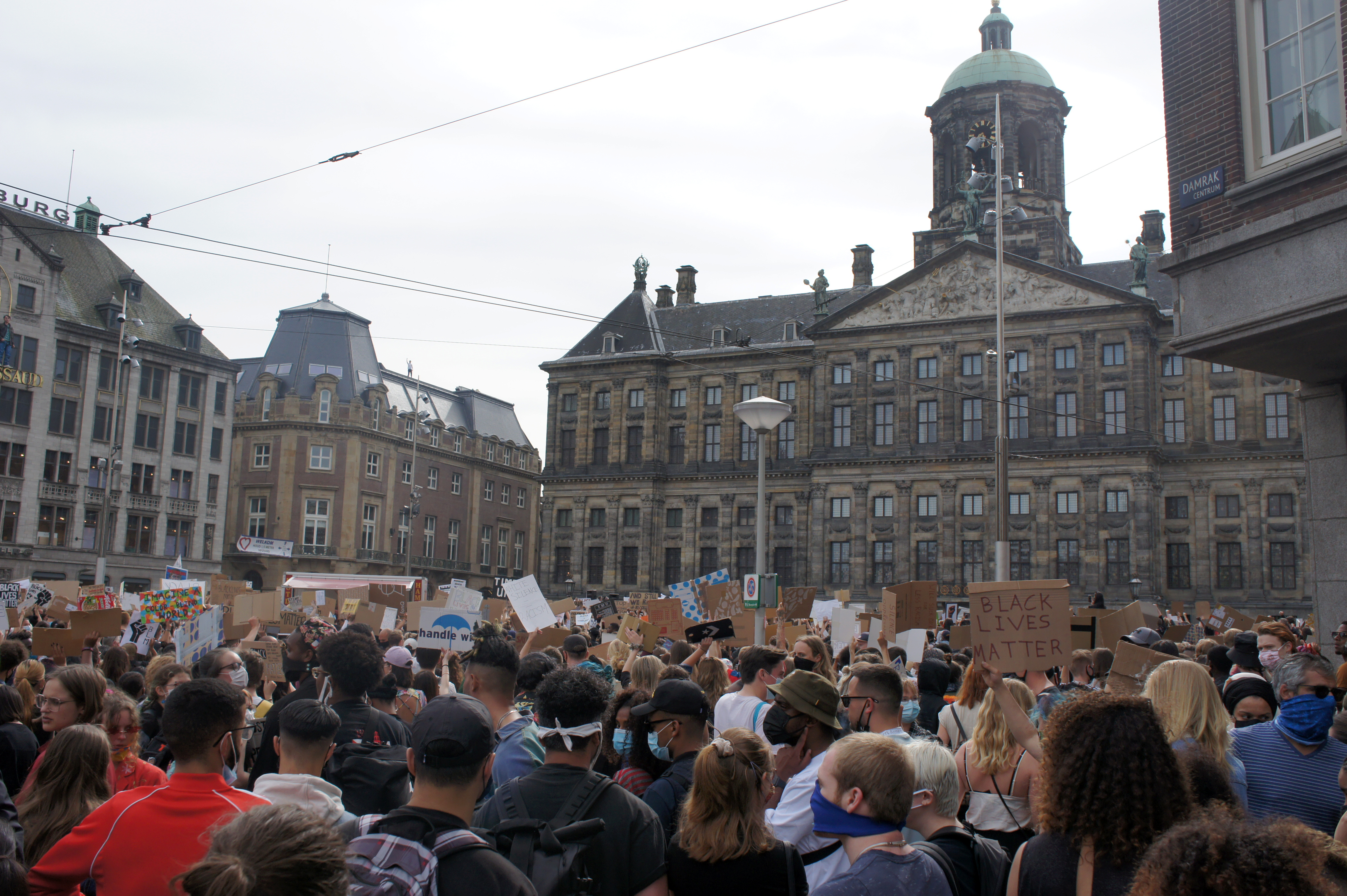
Protest op de Dam 1 juni 2020